# NGC 1158
NGC 1158 (również PGC 11157) – galaktyka soczewkowata (SB0), znajdująca się w gwiazdozbiorze Erydanu. Odkrył ją Francis Leavenworth 1 stycznia 1886 roku.